# Thermisch auslösende Absperreinrichtung

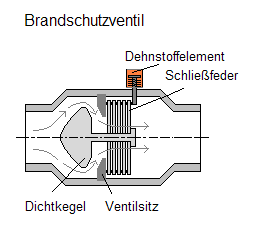
Thermisch auslösende Absperreinrichtung (TAE)

Eine thermisch auslösende Absperreinrichtung (TAE) ist eine Brandschutzarmatur, die bei äußerer Brandeinwirkung den Austritt von Gas aus Teilen der Gasinstallation verhindern soll.
Insbesondere die in Gasgeräten eingebauten Gasarmaturen, aber auch manche Kugelhähne, Gaszähler und Rohrleitungen, sind häufig nicht bis 650 °C hochtemperaturbeständig (wie vom DVGW gefordert). Die TAE soll die Gaszufuhr bei Hitzeeinwirkung unterbrechen, um einen Gasaustritt zu verhindern, wenn die dahinterliegende Armatur durch die Temperatur zerstört wurde.
Die in den 90er Jahren entwickelten Absperrvorrichtungen wurden zunächst als "Thermische Armaturen-Sicherung" (TAS) (oder "Thermisch auslösendes Schließelement") bezeichnet. Manche Hersteller nutzen diese Bezeichnung weiterhin.
Zum Schutz einzelner Brandabschnitte sind in der Klima- und Lüftungstechnik ebenfalls thermisch auslösende Brandschutzventile und Brandschutzklappen vorzusehen, die jedoch in der Regel nicht als '"Thermisch auslösende Absperreinrichtung (TAE)" bezeichnet werden.

## Aufbau und Funktion
Eine thermisch auslösende Absperreinrichtung spricht bei äußerer Hitzeeinwirkung auf eine Rohrleitung oder ein Gerät bei etwa 95 °C an. Bei dieser Temperatur schmilzt ein Lot oder ein Dehnstoffelement und gibt die Vorspannung einer Schließfeder frei, welche den Gasweg sofort unterbricht. Damit ist ein Nachströmen des Gases in den Brandherd unterbunden.

## Verwendung
Für Gasinstallationen in Gebäuden und auf Grundstücken werden entsprechend der TRGI TAE vor Gasarmaturen im Hauseinführungsbereich, vor Gaszählern, Gasgeräten und Gassteckdosen vorgesehen. 
Vor allen üblichen Gasgeräten wie Gasthermen und Gasherden ist die Installation einer TAE vorgeschrieben, sofern diese nicht bereits im Gerät integriert ist.
Lokale Richtlinien fordern gelegentlich den Einbau von thermisch auslösenden Absperreinrichtungen auch vor Bauteilen wie Gasfiltern, Gasdruckregelgeräten und Magnetventilen, die nicht nachweisbar thermisch erhöht belastbar sind.
TAE können "Thermisch gesteuerte Selbstschließeinrichtungen" wie "Brandschutzgriffe", "Thermogriffe" oder "Firesafehebel" ersetzen, die teilweise vor Gaszählern und anderen nicht temperaturbeständigen Armaturen verwendet wurden, und meist nach dem Erweichen eines Schmelzlots den Griff eines Kugelhahns per Federkraft selbstständig betätigen sollten.

## Normen
Die Prüfungen und Anforderungen, die Brandschutzarmaturen  erfüllen müssen, wenn sie approbiert werden sollen, sind in den Rahmenspezifikationen der  DIN DIN 3586 / 2003-10 festgelegt.